# Edenita
L'edenita és un mineral de la classe dels inosilicats, que pertany al grup del nom arrel edenita, dins dels anomenats amfíbols. Va ser descobert l'any 1839 a la localitat d'Edenville, a l'estat de Nova York (EUA), d'on deriva el seu nom.

## Característiques químiques
És un alumini-inosilicat de cadena doble de sodi, calci i magnesi, que forma una sèrie de solució sòlida amb el parva-mangano-edenita, mineral en el qual el calci va sent substituït per manganès. També pot formar sèries amb la ferro-edenita o amb la pargasita.
A més dels elements de la seva fórmula, sol portar com a impureses: titani, manganès, potassi i fòsfor.

## Formació i jaciments
Ha estat trobat en roques metamòrfiques, associat amb altres minerals del magnesi, en fàcies de formació de metamorfisme regional d'alta o mitja temperatura, com amfibolites o marbres. També pot aparèixer en roques ígnies intermèdies.
S'ha vist associat a minerals com: titanita, mica i condrodita.